# Inuit Circumpolar Council

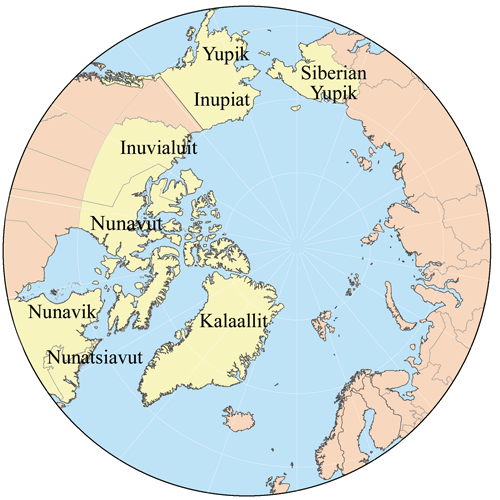
Kartan viser de områden där ICC:s medlemmar finns.

Inuit Circumpolar Council (ICC) är en internationell icke-statlig organisation (NGO) som representerar cirka 160 000 inuiter i de arktiska områdena i Grönland, Kanada, Alaska och Tjuktjien (nordöstra Ryssland). Organisationen bildades i juni 1977 i Barrow, Alaska, och hette fram till 2002 Inuit Circumpolar Conference.

## Syfte
ICC:s målsättning är att stärka enheten mellan inuiterna, att kämpa för inuiternas rättigheter och intressen i internationella sammanhang, att främja inuitkultur, att uppnå full delaktighet i den politiska, ekonomiska och sociala utvecklingen i deras respektive hemland, att utveckla och kämpa för politiska initiativ till skydd för den arktiska miljön, samt att kämpa för erkännandet av alla ursprungsfolks rättigheter. Detta görs bland annat genom deltagande i Arktiska rådet, där ICC har status som permanent deltagare, dvs. har konsultationsrätt men inte rösträtt.

## Organisation
Vart fjärde år möts en generalförsamling som bland annat utser en ordförande och en styrelse för de kommande fyra åren. Vid generalförsamlingen i Inuvik i Kanada 2014 valdes Okalik Eegeesiak (Kanada) till ordförande. 

## Övrigt
Inuit Circumpolar Council mottog Nordiska rådets natur- och miljöpris år 1996.